# علف شهپر بهار
علف شهپر بهار (نام علمی: Isoëtes echinospora) نام یک گونه از سرده علف شهپر است.